# Nigerijski polk
Nigerijski polk (angleško Nigeria Regiment) je bil polk Kraljeve zahodnoafriške mejne sile, ki je bil dejaven med prvo in druge svetovne vojne.

## Zgodovina
Polk je bil ustanovljen 1. januarja 1914 z združitvijo Severnega in Južnega nigerijskega polka. Med prvo svetovno vojno je služil v zahodno in vzhodnoafriški fronti.
Med drugo svetovno vojno je bil polk dodeljen činditom.
Leta 1956 je polk dobil častno ime Kraljičin lastni nigerijski polk.
Z osamosvojitvijo Nigerije je polk prenehal obstajati.